# Tutepec
Tutepec es una localidad del estado mexicano de Guerrero. Es parte del municipio de Ayutla de los Libres.

## Toponimia
El nombre «Tutepec» proviene de los términos en náhuatl: tullin, españada; tepetl, cerro. Su significado es «Cerro de las espadañas».

## Demografía
| Gráfica de evolución demográfica |
|                                  |

| Censo | Población |
| ----- | --------- |
| 1900  | 81        |
| 1910  | —         |
| 1921  | 106       |
| 1930  | 100       |
| 1940  | 229       |
| 1950  | 200       |
| 1960  | 296       |
| 1970  | 437       |
| 1980  | 641       |
| 1990  | 775       |
| 2000  | 994       |
| 2010  | 1 073     |
| 2020  | 1 235     |